# Celosia trigyna
Celosia trigyna är en amarantväxtart som beskrevs av Carl von Linné. Celosia trigyna ingår i släktet celosior, och familjen amarantväxter.

## Underarter
Arten delas in i följande underarter:
- C. t. brevifilamentosa
- C. t. convexa
- C. t. brevifilamentosa
- C. t. convexa
- C. t. longistyla
- C. t. pauciflora